# 半魚人

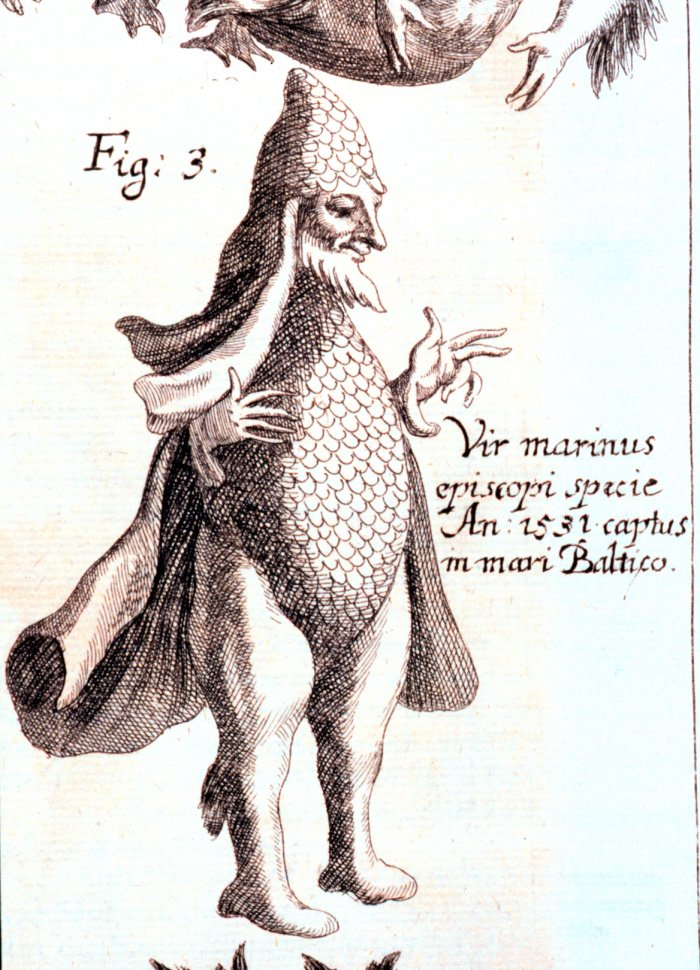
海の司教。1531年にバルト海にて捕獲とある。

半魚人（はんぎょじん）は、ヒトと魚類の中間的な身体をもつ、伝説の生物。

## 概要
半魚人は、体の一部が魚で残りの部分が人間という特徴を持つ半獣人の一種である。英語ではマーフォーク（merfolk）といい、男性の場合マーマン（merman）、女性の場合はマーメイド（mermaid）と称される。マーとはラテン語のmare（=海）を指す。半魚人の図像や伝承は古代から世界各地に見られるが、体を構成する人と魚の比率は様々である（上半身が人、下半身が魚の姿（=人の脚がない）のものは人魚と呼ぶのが普通である）。
近年の創作作品の中では、｢手足に鰭や水かきがあり、全身が鱗で覆われ、頭部が魚で、言葉を話す人間のような生物｣といった描写が、ステレオ的に用いられている（一例として）。二腕二脚だが、鱗や鰓を持つなどの特徴があるものは水棲人（すいせいじん）とも呼ばれる。

## バリエーション

### アプカルル
アプカルルは、大洪水より前に、賢神エアより遣わされた古の七賢聖であり、人類に知恵を授けたとされている。その筆頭がアダパである。アプカルルは、人間の頭や手足が生えた全身が魚の姿、あるいは、上半身は人間、下半身が魚の姿をしており、その彫像は守護精霊として7体セットで用いられた。オアンネスの基になったとされる。
そこから派生して、他の、「人間と（魚以外の）動物のハイブリッド」もアプカルルと呼ばれることがある。
また、「賢者」を意味する接頭辞や形容詞として、エア、マルドゥク、エンリル、ニヌルタ、アダド、などにも適用される。
| 七賢聖の名                       | 称号                                               |
| -------------------------------- | -------------------------------------------------- |
| アダパあるいはウアンナ           | 天と地の計画を成し遂げる（た）者                   |
| ウアンドゥガ（ウアンネドゥガ）   | 包括的な知性に恵まれた人                           |
| エンメドゥガ                     | 良い運命が定められた人                             |
| エンメガラマ（エンメガランマ）   | 家の中で生まれた人                                 |
| エンメルブルガ                   | 牧草地で育った                                     |
| アネンリルダ（アン・エンリルダ） | エリドゥ市のコンジュラー（魔術師）、天の街の征服者 |
| ウトゥアブズ                     | 天に昇った                                         |

### ダゴン（ダガン）
ユーフラテス河中流域に起源をもつ神。魚の頭部と人の体（あるいは魚の尾と人の体）を持つ。ただし、神話のうちダゴンに関する部分は失われているため、詳しいことはわからない。 詳細はダゴンの項目参照。
旧約聖書でイスラエルと敵対するペリシテ人の信仰する神として語られていることから、キリスト教圏では海の怪物としてイメージされる事が多い。

### オアンネス
バビロニアのオアンネスに関して、現存する最古の文献は、BC3世紀の『バビロニア誌』（ベロッソス著）である。たったの7日で全ての文化を人間に授けたという。
「第１の年、バビロニア辺境のエリュトゥラーの海に、オアンネスという名の、知性を持つ怪物が現れた。その全身は魚の身体であった。魚の頭の下にもうひとつの頭があり、また下には人間に似た足が、魚の尾鰭の部分に付いていた。その声と言葉は明瞭で、人間のものであった。この怪物は人間たちの間で一日を過すが、その間、何も食べない。そして彼は、あらゆる文学、科学、技芸を教えた。都市の造り方、神殿の築き方、法律の編み方を教え、幾何学の原理を説いた。大地の種子を見分け、果物の集め方を教えた。簡単にいえば、野蛮な風習を和らげ、生活を人間的なものにするすべてを教えた。そのとき以来、彼の指導によってもたらされた進歩に付け加えるものは何もない。太陽が沈むと、このオアンネスなる存在は海に戻り、海中で夜を過した。彼は水陸両生だったのである。」
シュメールのエンキ、アッカドのエアと同一視される。文献によっては別名としてダゴンを挙げる。

### 海の司教（Sea bishop）
西ヨーロッパの伝説。画像にあるとおり「鱗の生えた人間」の姿をしている。 普段は海中に棲んでいるが、時折、人間たちに捕らえられることがあるという。捕らえられた「海の司教」は、「言葉を理解する事はできないが、地上で暮らすことはできる」とされる。詳細は 海の司教の項目参照。

### 北米ネイティブアメリカンの伝承
人魚=リュウグウノツカイ説を唱えた内田恵太郎が紹介した話。彼らの祖先がアジアから北米に移動してきたとき、半人半魚の男が先導した。腰から上は人、足の替わりに二股の魚の尾があった。顔は人だが、どことなくイルカに似ていた。長い髪と髭は緑色。彼らを新天地北米に導くと、魚人は歌いながら海に消えた。
グリーンランドとカナダ北部のイヌイットの民間伝承には、「アウヴェコエヤク」と呼ばれる毛に覆われた半魚人の話が伝わっている。

### イプピアーラ（Ipupiara）
グアラニー族の民間伝承に登場する妖怪。獰猛で、むさぼり喰うために人を殺す男性型の水の精（オーメン・ダグア）。半魚人説と人魚説がある。詳細はイプピアーラの項目参照。

### 中国の半魚人
中国の古典博物誌『山海経』には、複数の人面魚体の半魚人が記録されている。たとえば「海内北経」の姑射（こや）国の条に「陵魚は人面で手足あり。魚の身。海中にあり」と記述がある。4本の足を持つ人面魚である。
また、東晋時代に書かれた『捜神記』には、南方の海に棲む「鮫人」の記録がある。鮫人は機を織って暮らし、泣くと涙が珠になったという。同時代に書かれた『博物志』には、鮫人と人間との間の報恩譚が記されている。